# Place de Barcelos
La Place de Barcelos est une place qui date du début du XXe siècle située au centre-ville de Pontevedra (Espagne), à l'est du centre historique de Pontevedra.

## Origine du nom
La place reçoit son nom actuel après le jumelage entre Pontevedra et la ville portugaise de Barcelos conclu en 1970,.

## Historique
Au XIXe siècle, la foire aux bestiaux de Pontevedra, dont les origines remontent au Moyen Âge, se tenait sur le terrain de l'actuel Parc des Palmiers. À la fin du XIXe siècle, lors de la construction du Palais de la Députation de Pontevedra et de la création du Parc des Palmiers, il a été nécessaire de déplacer le champ de foire à un autre endroit en raison du manque d'espace. Après plusieurs controverses, la proposition du constructeur Manuel Vidal Boullosa fut finalement acceptée en 1896, offrant un terrain (une esplanade) situé entre l'ancienne rue Progreso au sud (aujourd'hui rue Benito Corbal) et le mur du couvent Sainte-Claire au nord qui deviendrait l’actuelle place de Barcelos. En 1898, le terrain a été acheté par le conseil municipal de Pontevedra pour 40 000 pesetas.
Le terrain a été nivelé et des platanes ont été plantés pour l'installation de la foire et a été baptisé Campo de la Feria (Champ de Foire), où les foires ont eu lieu pendant des décennies depuis 1900.
En août 1970, lors des festivités de la Vierge pèlerine, la ville a été jumelée avec la ville portugaise de Barcelos.
En 1971, le champ de foire a été rebaptisé Place de Barcelos, en référence au jumelage de Pontevedra avec cette ville portugaise qui a eu lieu en août 1970. Dans les années 1970 la place a été transformée en parking et le marché de rue qui se tenait auparavant sur la Place de la Herrería à comemncer à s'y tenir,. Le marché où les commerçants vendaient leurs produits textiles et alimentaires a eu lieu sur la place les 1er, 8, 15 et 23 de chaque mois jusqu'au 23 septembre 1988.
Entre mars et octobre 1997, la place a fait l'objet d'une rénovation complète. Un grand parking souterrain de trois étages a été construit dans son sous-sol et la surface a été entièrement réaménagée. Les platanes ont été abattus et il n'en est resté qu'une rangée sur le côté nord de la place, le plus proche du mur du couvent Sainte-Claire.
En janvier 1998, le Monument à l'arbre, œuvre du sculpteur José Luis Penado a été installé sur le côté sud de la place pour rappeler les nombreux platanes qui ont été coupés lors de la construction du parking souterrain et de l’aménagement de la place.
En septembre 2016, deux terrains multisports ont été installés au nord de la place, à côté du mur du couvent, composés d'un terrain avec paniers et buts et d'une table de ping-pong.

## Description
La place a une forme carrée et une superficie de 16 000 m2. Les rues Rouco, Xenaro Pérez de Villamil, Vasco da Ponte, Campo da Feira, San Antoniño et Perfecto Feijóo y convergent.
La place est aménagée en square, avec des jardins compartimentés, des allées pavées, des arbres, une aire de jeux pour les enfants, une partie centrale avec des bancs et une fontaine en pierre.
Le côté nord de la place est dominé par le grand mur d'enceinte des jardins du couvent Sainte-Claire de six mètres de haut, qui est protégé en tant que bien patrimonial.
Au centre-sud de la place se trouve le Monument à l'arbre. Il représente un grand arbre schématique en fer haut de 6 mètres dont les branches sont surmontées de crêtes typiques des coqs de Barcelos.
Au sous-sol de la place se trouve le plus grand parking souterrain de la ville, avec 906 places de stationnement.
Sur le côté sud de la place on trouve des cafés et sur les côtés est, ouest et sud des magasins. Sur le côté sud-ouest de la place se trouve aussi l'école publique multilingue Barcelos.

## Galerie d'images

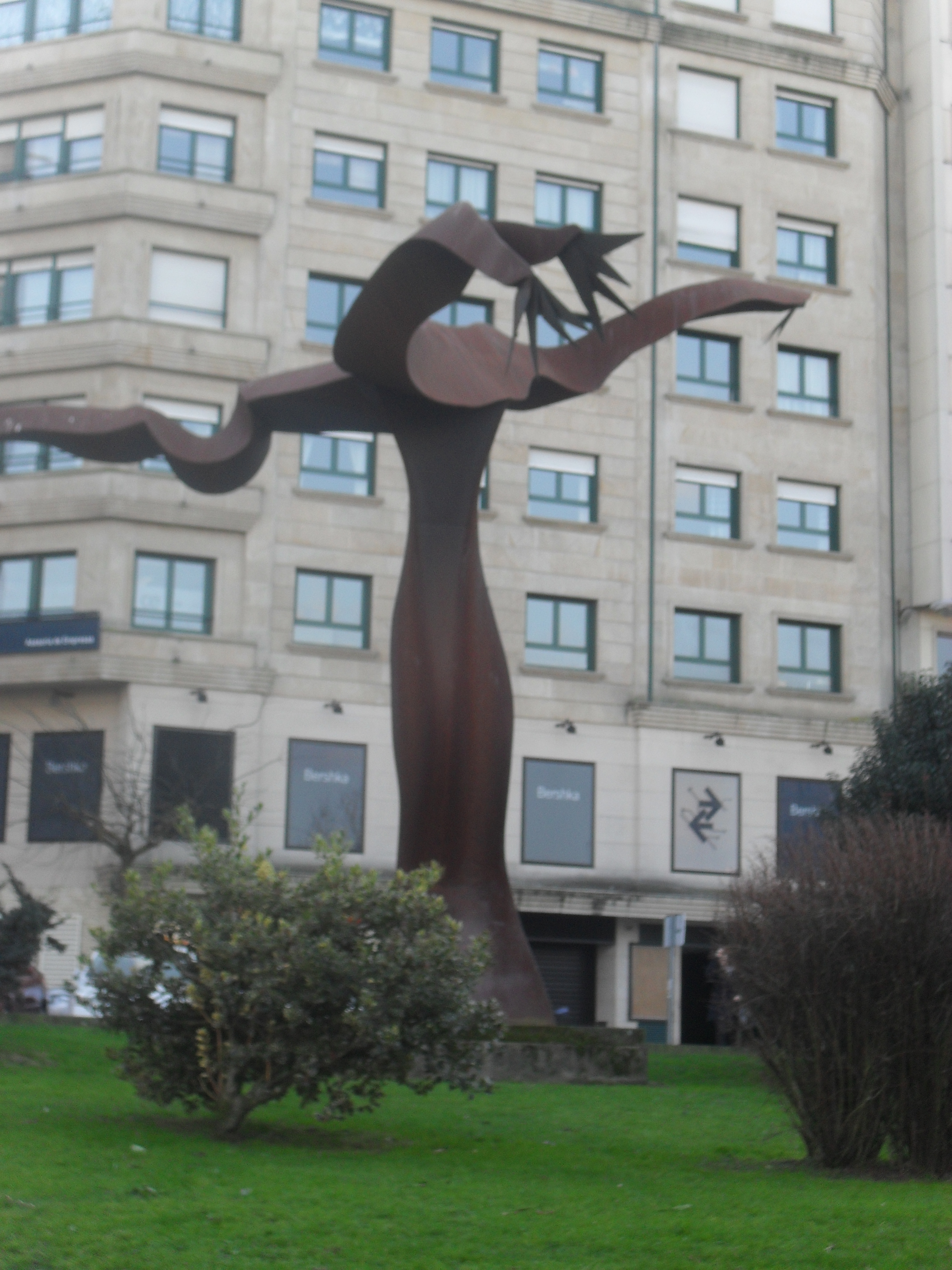
Monument à l'arbre sur le côté sud de la place
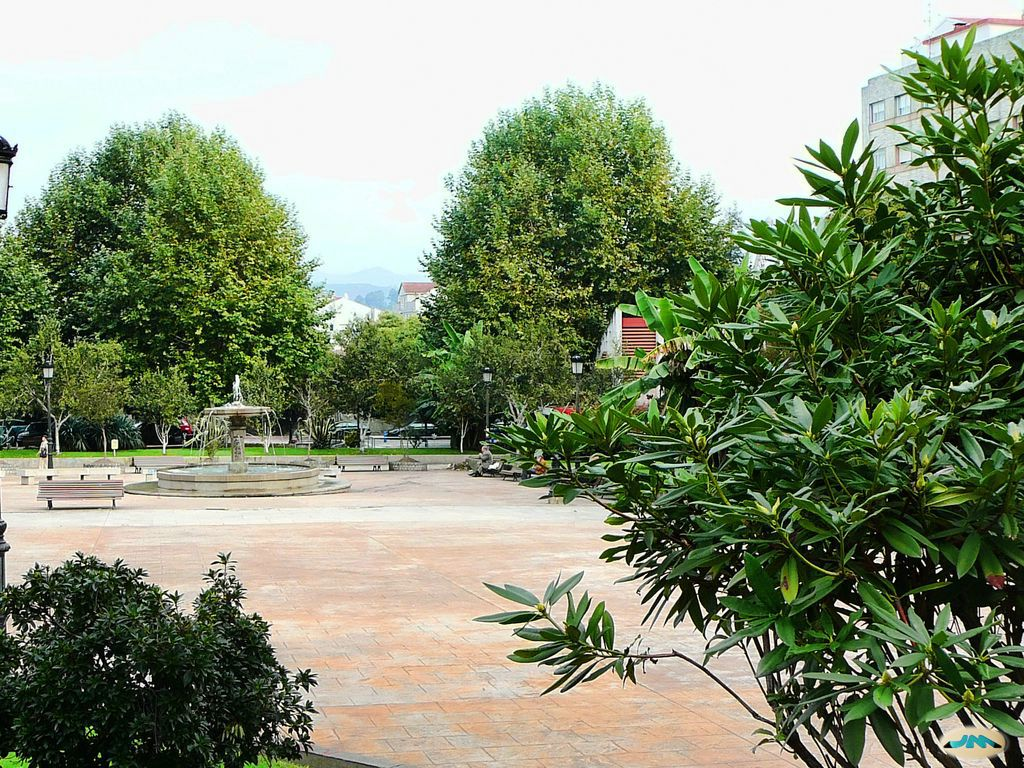
Arbres de la place
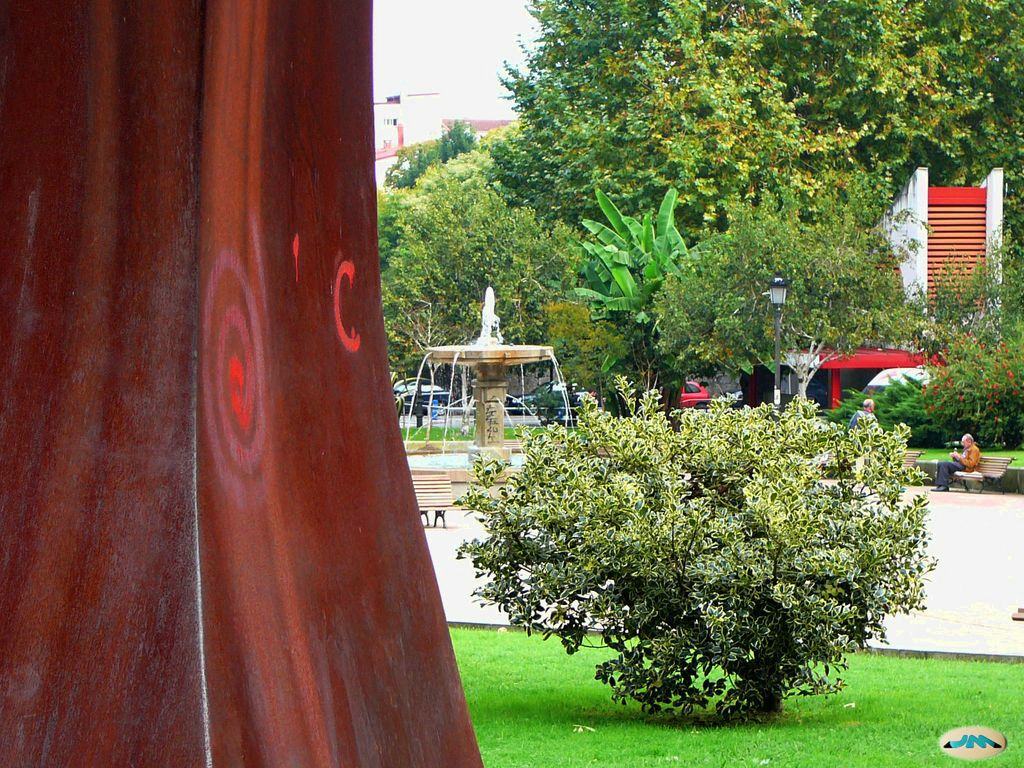
Fontaine de la place
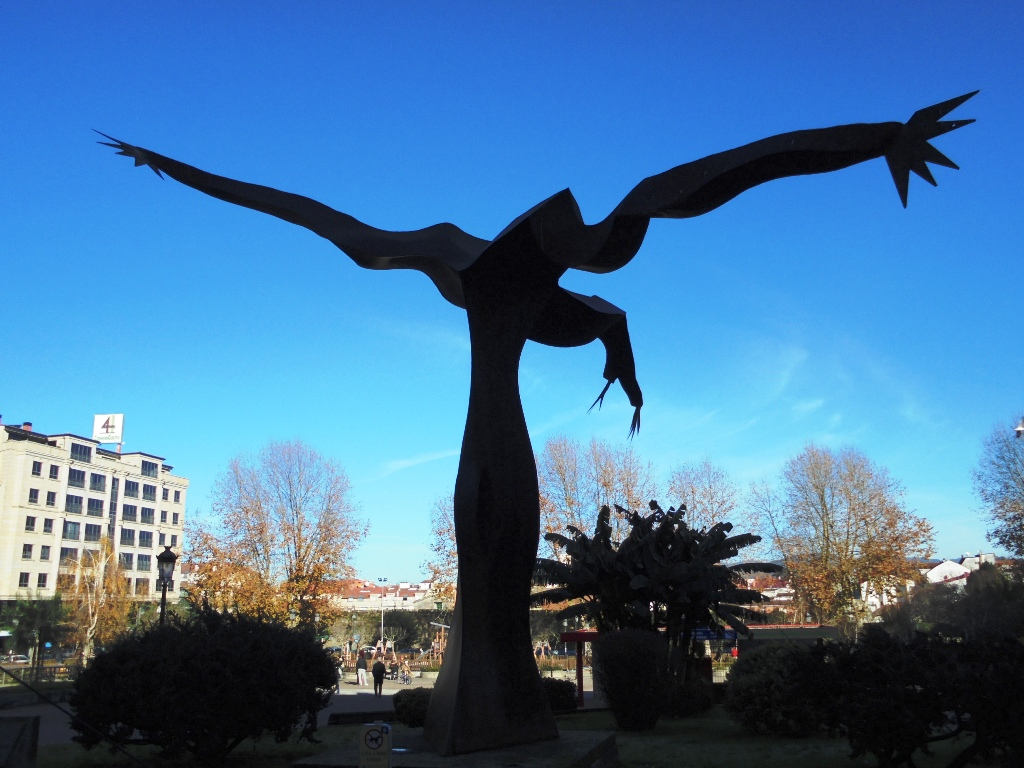
Monument à l'arbre
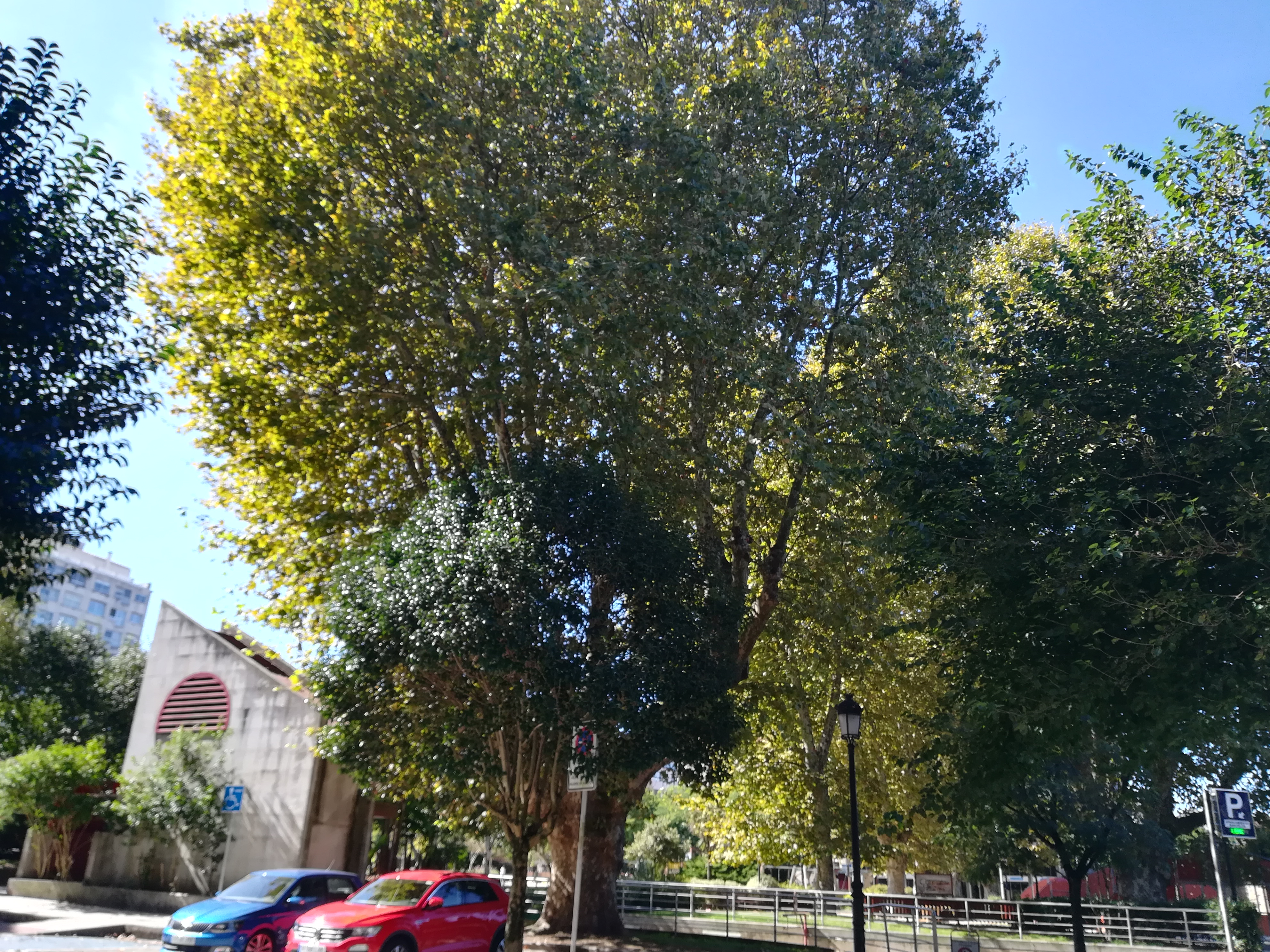
Côté nord

## Voir également